# Rugiloricus cauliculus
Rugiloricus cauliculus is een soort in de taxonomische indeling van de corsetdiertjes. 
De diersoort behoort tot het geslacht Rugiloricus en behoort tot de familie Pliciloricidae. De wetenschappelijke naam van de soort werd voor het eerst geldig gepubliceerd in 1986 door Higgins & Kristensen.